# Proyecto de concienciación sobre el Holocausto de Dith Pran
Dith Pran Holocaust Awareness Project es una organización estadounidense sin fines de lucro, fundada en 1994 por Dith Pran, sobreviviente de los Campos de la Muerte, para educar al mundo sobre el genocidio que tuvo lugar en Camboya durante el reinado de los Jemeres rojos de 1975 a 1979. La organización también mantiene registros fotográficos para ayudar a los camboyanos que buscan a familiares desaparecidos. Dith Pran dirigió la organización hasta su muerte en 2008, cuando su viuda Kim DePaul asumió ese cargo.